# Zygmunt Zawadzki (bokser)
Zygmunt Zawadzki (ur. 12 kwietnia 1936, zm. 6 grudnia 2006 w Bydgoszczy) – polski bokser, medalista mistrzostw Europy.

## Życiorys
Urodził się pod Lublinem, a wychowywał w Koszalinie, tam też, rozpoczął swoją przygodę z boksem w miejscowej Gwardii, następnie na krótko zawitał do Stali Chorzów. Powołany do odbycia zasadniczej służby wojskowej, został zawodnikiem Zawiszy Bydgoszcz z którą, to związał się do końca swojej zawodniczej i trenerskiej kariery. Uczestnicząc w Mistrzostwach Europy w Lucernie 1959 roku, zdobył brązowy medal w kategorii koguciej. Startując w mistrzostwach Polski, wywalczył wicemistrzostwo kraju w 1960 w wadze koguciej, a brązowy medal zdobył w 1961 roku, w wadze piórkowej. Ośmiokrotnie wystąpił w reprezentacji Polski w latach 1957–1960, odnosząc 6 zwycięstw i ponosząc 2 porażki.
W ringu stoczył 278 walk, z czego 200 wygrał, 48 zremisował i 30 przegrał, po zakończeniu kariery sportowej w 1967 roku, został trenerem Zawiszy.